# Zlatko Mašek
Zlatko Mašek (Trebinje, 31. listopada 1928. - Zagreb, 20. rujna 1993.), hrvatski športski strijelac iz Bosne i Hercegovine. Natjecao se za Jugoslaviju.
Natjecao se na Olimpijskim igrama 1952. U disciplini MK puška 50 metara (60 hitaca, ležeći) osvojio je 47.  mjesto, a u disciplini MK puška 50 metara (3x40 hitaca) je osvojio 26. mjesto. Na OI 1956. bio je 18. u disciplini MK puška 50 metara (3x40 hitaca), a u disciplini MK puška 50 metara (60 hitaca, ležeći) osvaja 13. mjesto.
Na svjetskom prvenstvu 1954. ekipno je osvojio srebrnu medalju u disciplini puška 300 metara.
Bio je član zagrebačke Mladosti.